# Emmanuel Schotté
Emmanuel Schotté (ur. w 1958) – francuski niezawodowy aktor filmowy. Przez 18 lat służył w siłach powietrznych Francji. Bezrobotnego byłego żołnierza bez żadnego doświadczenia aktorskiego postanowił zatrudnić jego znajomy, reżyser Bruno Dumont, przygotowujący swój drugi film fabularny Ludzkość (1999). Ostatecznie Dumont powierzył mu główną rolę w tym obrazie. Za swoją pierwszą i jedyną filmową kreację Schotté zdobył nagrodę dla najlepszego aktora na 52. MFF w Cannes.